# Vignats
Vignats ist eine französische Gemeinde mit 285 Einwohnern (Stand: 1. Januar 2022) im Département Calvados in der Region Normandie. Sie gehört zum Arrondissement Caen und zum Kanton Falaise.

## Geografie
Vignats liegt im Süden der Ebene von Caen, rund acht Kilometer südöstlich von Falaise und 41 Kilometer südsüdöstlich von Caen. Umgeben wird die Gemeinde von Pertheville-Ners im Norden, Fourches im Osten, Merri im Osten und Südosten, Brieux im Südosten und Süden, Nécy im Süden sowie La Hoguette im Westen.

## Bevölkerungsentwicklung
| Jahr                              | 1962 | 1968 | 1975 | 1982 | 1990 | 1999 | 2006 | 2019 |
| Einwohner                         | 295  | 299  | 266  | 249  | 206  | 224  | 243  | 295  |
| Quellen: Cassini, EHESS und INSEE |      |      |      |      |      |      |      |      |

## Sehenswürdigkeiten
- Kloster Sainte-Marguerite, ursprünglich Benediktinerpriorei aus dem Jahre 1130, als Kloster 1623 begründet
- Kirche Sainte-Marguerite aus dem 13. Jahrhundert, im Jahre 1634 wieder errichtet
- Kapelle Saint-Nicolas aus dem 11. Jahrhundert, Umbauten aus dem 18. und 20. Jahrhundert

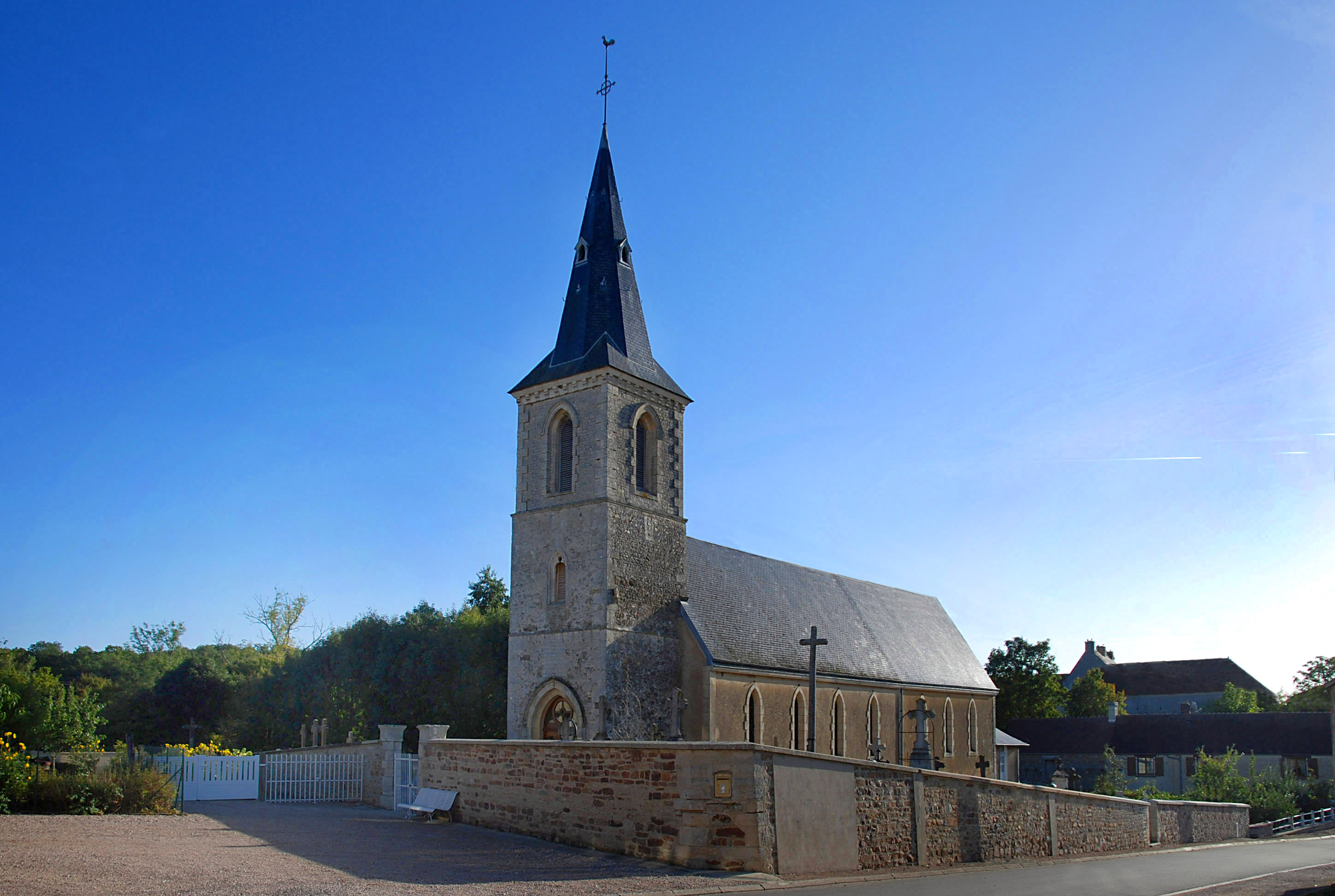
Kirche Sainte-Marguerite
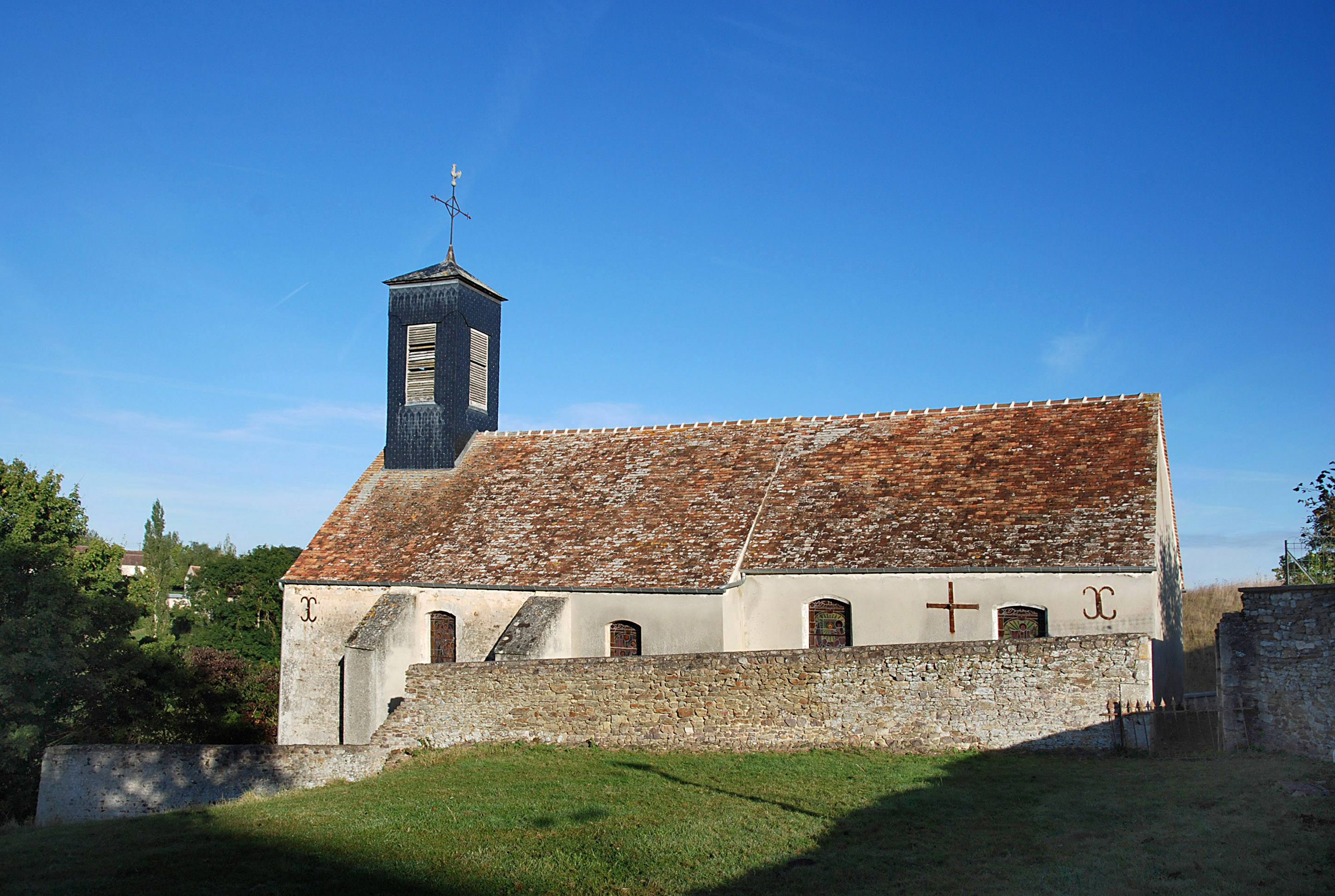
Kapelle Saint-Nicolas